# Allotisis discreta
Allotisis discreta är en skalbaggsart som först beskrevs av Francis Polkinghorne Pascoe 1863.  Allotisis discreta ingår i släktet Allotisis och familjen långhorningar. Inga underarter finns listade i Catalogue of Life.